# Sherri Saum
Sherri M. Saum född den 1 oktober 1974 i Dayton i Ohio, USA, är en amerikansk modell och skådespelare.

## Biografi
Sherri Saums far är afroamerikan och hennes mor Lois är från Tyskland. Hon har en bror Mike och en syster Lisa Saum, även hon skådespelare. I high school studerade Saum drama och uppträdde i pjäser. När hon var 18 år upptäcktes hon under en modelljakt i Dayton. Därefter skrev hon kontrakt med en modellagentur i New York. Hon arbetade som tidningsmodell och som mannekäng på catwalken samt som servitris. Hon började sedan på John Jay College för att ta examen i "criminal justice" men slutade efter att ha fått ett erbjudande om arbete som innebar flytt till västkusten.
Sherri Saum blev Emmynominerad 1999 för sin roll som Vanessa Hart i Sunset Beach, men vann inte. Hon har haft ett förhållande med Timothy Adams, som hon träffade under inspelningar av Sunset Beach (1997). Hon skrev en sång till tv-serien Förhäxad där hon även spelade en liten roll i ett av avsnitten ("Prewitched"). Som resultat är hon medlem i ASCAP (American Society of Composers Authors and Publishers).
Filmer hon har medverkat i är Indecent Proposal, Blue Chip och House Party 3. Hon har dessutom varit med i många musikvideor för bland andra Expose, Snoop Dogg, Dr. Dre och Perfect Gentleman.